# 울릉군의 국회의원

## 울릉군과 포항의 역대 국회의원 일람
| 대수         | 이름            | 소속정당   | 임기                               | 선거구역                         |
| ------------ | --------------- | ---------- | ---------------------------------- | -------------------------------- |
| 제1대        | 서이환(徐二煥)  | 무소속     | 1948년 5월 31일 - 1950년 5월 30일  | 울릉도 일원                      |
| 제2대        | 서이환(徐二煥)  | 일민구락부 | 1950년 5월 31일 - 1954년 5월 30일  | 울릉군 일원                      |
| 제3대        | 최병권(崔秉權)  | 자유당     | 1954년 5월 31일 - 1958년 5월 30일  | 울릉군 일원                      |
| 제4대        | 최병권(崔秉權)  | 자유당     | 1958년 5월 31일 - 1960년 7월 28일  | 울릉군 일원                      |
| 제5대 민의원 | 전석봉(田石鳳)  | 무소속     | 1960년 7월 29일 - 1961년 5월 16일  | 울릉군 일원                      |
| 제6대        | 김장섭(金長涉)  | 민주공화당 | 1963년 12월 17일 - 1967년 6월 30일 | 포항시·영일군·울릉군 일원        |
| 제7대        | 김장섭(金長涉)  | 민주공화당 | 1967년 7월 1일 - 1971년 6월 30일   | 포항시·영일군·울릉군 일원        |
| 제8대        | 김병윤(金柄潤)  | 민주공화당 | 1971년 7월 1일 - 1972년 10월 17일  | 포항시·영일군·울릉군 일원        |
| 제9대        | 정무식(鄭茂植)  | 민주공화당 | 1973년 3월 12일 - 1979년 3월 11일  | 포항시·영일군·울릉군·영천군 일원 |
| 제9대        | 권오태(權五台)  | 무소속     | 1973년 3월 12일 - 1979년 3월 11일  | 포항시·영일군·울릉군·영천군 일원 |
| 제10대       | 권오태(權五台)  | 무소속     | 1979년 3월 12일 - 1980년 10월 27일 | 포항시·영일군·울릉군·영천군 일원 |
| 제10대       | 조규창(曺圭昌)  | 신민당     | 1979년 3월 12일 - 1980년 10월 27일 | 포항시·영일군·울릉군·영천군 일원 |
| 제11대       | 이진우(李珍雨)  | 민주정의당 | 1981년 4월 11일 - 1985년 4월 10일  | 포항시·영일군·울릉군 일원        |
| 제11대       | 이성수(李聖秀)  | 한국국민당 | 1981년 4월 11일 - 1985년 4월 10일  | 포항시·영일군·울릉군 일원        |
| 제12대       | 박경석(朴敬錫)  | 민주정의당 | 1985년 4월 11일 - 1988년 5월 29일  | 포항시·영일군·울릉군 일원        |
| 제12대       | 서종열(徐鍾烈)  | 민주한국당 | 1985년 4월 11일 - 1988년 5월 29일  | 포항시·영일군·울릉군 일원        |
| 제13대       | 이상득(李相得)  | 민주정의당 | 1988년 5월 30일 - 1992년 5월 29일  | 영일군·울릉군 일원               |
| 제14대       | 이상득(李相得)  | 민주자유당 | 1992년 5월 30일 - 1996년 5월 29일  | 영일군·울릉군 일원               |
| 제15대       | 이상득(李相得)  | 신한국당   | 1996년 5월 30일 - 2000년 5월 29일  | 포항시 남구·울릉군 일원          |
| 제16대       | 이상득(李相得)  | 한나라당   | 2000년 5월 30일 - 2004년 5월 29일  | 포항시 남구·울릉군 일원          |
| 제17대       | 이상득(李相得)  | 한나라당   | 2004년 5월 30일 - 2008년 5월 29일  | 포항시 남구·울릉군 일원          |
| 제18대       | 이상득(李相得)  | 한나라당   | 2008년 5월 30일 - 2012년 5월 29일  | 포항시 남구·울릉군 일원          |
| 제19대       | 김형태(金亨泰)  | 새누리당   | 당선 무효                          | 포항시 남구·울릉군 일원          |
| 제19대       | 박명재(朴明在)  | 새누리당   | 2013년 10월 31일 - 2016년 5월 29일 | 포항시 남구·울릉군 일원          |
| 제20대       | 박명재(朴明在)  | 새누리당   | 2016년 5월 30일 ~2020년 5월 29일   | 포항시 남구·울릉군 일원          |
| 제21대       | 김병욱 (1977년) | 미래통합당 | 2020년 5월 30일 ~ 2024년 5월 29일  | 포항시 남구·울릉군 일원          |
| 제22대       | 이상휘(李相輝)  | 국민의힘   | 2024년 5월 30일 ~ 현재             | 포항시 남구·울릉군 일원          |

## 같이 보기
- 포항시 남구의 국회의원
- 포항시 북구의 국회의원
- 영일군·울릉군
- 포항시 남구·울릉군